# Tuvok
Tuvok ˈtuːvɒk és un personatge fictici de la franquícia mediàtica Star Trek i un personatge principal de la sèrie de televisió Star Trek: Voyager. Tuvok és un vulcanià que serveix com a segon oficial de la nau, cap de seguretat i cap tàctic. Va ser interpretat per Tim Russ durant tota l'emissió de la sèrie, des del 1995 fins al 2001, així com en representacions posteriors.
La història de Tuvok es narra durant el el primer episodi de Voyager, on treballava com a agent encobert de la Federació a bord d'una nau Maquis, la Val Jean, liderada per Chakotay. La nau estel·lar Voyager, sota el comandament de la capitana Kathryn Janeway, és enviada a extraure Tuvok, però la missió s'interromp quan ambdues naus són catapultades a través de la galàxia per una força misteriosa. Janeway guia les dues tripulacions en un viatge de tornada a casa durant set anys a un espai desconegut, creant l'escenari bàsic de la sèrie.

## Resum
Al llarg de les set temporades de Voyager, es revelen el personatge i la història de Tuvok. La sèrie segueix una narrativa establerta a l'univers Star Trek per Star Trek: Deep Space Nine i Star Trek: La nova generació. Star Trek: Voyager es va estrenar simultàniament amb els episodis posteriors de Star Trek: Deep Space Nine.
Després que les naus Voyager i Val Jean es perdin al Quadrant Delta, un extraterrestre extragalàctic conegut com el Guardià utilitza les tripulacions per a experiments mèdics, la nau Val Jean és destruïda i diverses persones moren, inclosos molts oficials superiors a bord de la Voyager. Tuvok es reuneix amb la tripulació de la Voyager i els antics Maquis són a bord mentre intenten tornar a la Terra. A causa de les limitacions del motor de curvatura de la nau, trigaran dècades a tornar a la Terra. Tuvok serà fonamental en molts episodis com a oficial de la Flota Estel·lar completament entrenat, posseint molts talents com la fusió mental vulcanià.
A l’episodi "Alice", Harry Kim i Tom Paris intenten endevinar l'edat de Tuvok; endevinen incorrectament 162 i 133 respectivament. Més tard aquella mateixa temporada, a l'episodi "Fury", la capitana Janeway descobreix la data de naixement de Tuvok i li diu: "No trigarà gaire a arribar als tres dígits grans", cosa que suggereix que tenia menys de 100 anys en el moment de l'episodi.
D'adolescent, retratat en seqüències de sal enrere durant "Gravity", es revela que Tuvok s'ha enamorat d'una noia anomenada Jara. Quan Jara no li va correspondre el seu afecte, la gelosia de Tuvok va fer que fos expulsat de l'escola i els seus pares l'enviessin a un mestre vulcanià per aprendre control emocional.
Tuvok va assistir a l'Acadèmia de la Flota Estel·lar a San Francisco. Després de graduar-se, va ser nomenat alferes als 29 anys, servint com a oficial científic júnior a l'USS Excelsior, sota el comandament del capità Hikaru Sulu, com es veu a l'episodi "Salt enrere".
Durant el seu primer servei a la Flota Estel·lar, Tuvok es va sentir cada cop més incòmode associant-se amb no vulcanians, cosa que el va portar a dimitir del seu càrrec a la Flota Estel·lar el 2298. Durant aquest parèntesi, es va casar amb una dona anomenada T'Pel. Cinquanta anys més tard, Tuvok es va reincorporar a la Flota Estel·lar com a instructor d'entrenament a l'Acadèmia de la Flota Estel·lar. El seu retorn a la Flota Estel·lar va estar marcat per una maduresa i una reconsideració dels beneficis que proporcionava el servei.
Després d'uns anys ensenyant cadets, Tuvok va ser assignat breument a l'USS Billings amb Janeway, fins que tant Janeway com Tuvok van ser assignats a l'USS Wyoming i després a la nau estel·lar classe Intrepid USS Voyager.
L'any 2371, Tuvok va ser assignat per infiltrar-se a l'organització Maquis a bord de la nau de Chakotay. A "Repression", es va revelar que, durant la missió d'infiltració, la identitat de Tuvok va ser descoberta per un agent de contraintel·ligència Maquis, Teero Anaydis (Keith Szarabajka), que va utilitzar Tuvok per a experiments de control mental. Tot i que Tuvok estava conscient durant tots els experiments, Teero va esborrar la seva memòria més tard. Després de la terrible experiència, Tuvok va ser alliberat com a agent dorment. Més tard va ser "activat" per un missatge amagat en una carta del seu fill.
Durant l'episodi "Tuvix", un accident de transportador va fusionar Tuvok i un natiu del Quadrant Delta anomenat Neelix en un nou humanoide, apropiadament anomenat Tuvix. Finalment van ser restaurats a les seves formes individuals sota les ordres de la Capitana Janeway utilitzant un procediment ideat pel Doctor. Tuvok era generalment antipàtic amb Neelix, com es veu a l'episodi "Riddles". Els dos finalment es van fer amics, tot i que més reservadament per part de Tuvok.
A l'inici de l'episodi de la quarta temporada "Reacció", Tuvok va ser ascendit al rang de tinent comandant. Abans d'això, se'l coneixia com a "tinent" tot i que de vegades portava la insígnia de rang de tinent comandant.
Es revela durant "Endgame", l'episodi final de la sèrie, que Tuvok pateix una malaltia neurològica degenerativa, que només es pot curar mitjançant una fusió mental amb un membre de la família. L'any 2377, encara estava sa per dur a terme les seves funcions. Tanmateix, a la seva vellesa, en una línia de temps alternativa, la malaltia finalment va assolar la ment de Tuvok, ja que no va poder tornar al Quadrant Alfa a temps per a una cura. Això el va deixar confinat en un manicomi. Per salvar Tuvok, el jo futur de la capitana Janeway va canviar la història trobant una manera de retornar la "Voyager" al Quadrant Alfa abans que la seva malaltia empitjorés. A la novel·lització d'"Endgame", el fill gran de Tuvok, Sek, arriba a bord de la "Voyager" i realitza la fusió mental necessària, curant Tuvok.
A Star Trek: Picard, una canviant personifica Tuvok, que l'any 2401 ja és capità de la Flota Estel·lar. Al final de la sèrie, el veritable Tuvok és rescatat després de la destrucció dels Borg i l'exposició del Infiltrats canviants. Després de la seva trobada amb Set de Nou, Tuvok la promou a capitana de la rebatejada Enterprise-G.

## Personalitat
Tuvok, un vulcanià complet, té una personalitat complexa, amb conflictes interns. Es suggereix que mai va aconseguir el control emocional completament i que sent amargor per la seva herència vulcaniana. També es mostra que mostra moments continguts de molèstia, dubtes sobre si mateix, sarcasme i fins i tot ira, principalment dirigits cap a Neelix, la personalitat gregària del qual sovint contrasta amb l'estoïcisme vulcanià de Tuvok.

## Relacions
Tuvok està casat amb T'Pel. Es van casar el 2304. Tenen tres fills (un dels quals es diu Sek) i una filla anomenada Asil. T'Pel apareix als episodis de la sèrie Voyager "Visions persistents" i "Bliss", ambdues vegades quan Tuvok té al·lucinacions, i una versió hologràfica d'ella apareix a "Body and Soul". És interpretada per l'actriu Marva Hicks. El seu fill Sek és interpretat per Ronald Robinson i es veu en un missatge de vídeo des de casa a "Repression" (T7E4).

## Altres representacions
A l'univers mirall Tuvok apareix a l'episodi de la tercera temporada Star Trek: Deep Space Nine "Through the Looking Glass" com a membre de la Rebel·lió Terrana. És l'únic personatge de la sèrie "Voyager" la contrapart del qual a l'univers mirall apareix a la pantalla.
A la sèrie de novel·les no canònica Star Trek: Titan, Tuvok s'uneix a William Riker a l'USS Titan com a oficial tàctic, deixant la Voyager.
La seva dona s'hi uneix. El 2008, Tim Russ va tornar a portar Tuvok al projecte de fan movie, Star Trek: Of Gods and Men, unint-se a un repartiment de diversos actors de Star Trek de diverses sèries. El 2015, Tim Russ va tornar a interpretar el paper de Tuvok a la sèrie de fans, Star Trek: Renegades com a cap de la Secció 31 al costat de Walter Koenig interpretant el personatge de ST:TOS de Pavel Chekov.
Al videojoc MMORPG Star Trek Online, Tim Russ fa el doblatge del personatge de Tuvok, que juga un paper important a la línia de missions Espècie 8472. En aquesta línia de missions, Tuvok ha estat ascendit a almirall i se li ha donat el comandament de l'USS Voyager.

## Recepció
El 2018, TheWrap va classificar Tuvok com el 23è millor personatge de Star Trek en general, destacant un personatge que lluitava amb emocions profundes però que va seguir sent un amic lleial i disciplinat.
El 2021, Variety va dir que Tuvok era "simplement increïble" i va lloar la presentació del personatge per part de l'actor Tim Russ com a "brillant".